# Malhação 2015
A vigésima terceira temporada da série de televisão brasileira Malhação, intitulada Malhação: Seu Lugar no Mundo, e popularmente chamada de Malhação 2015, foi produzida pela TV Globo e exibida de 17 de agosto 2015 a 2 de agosto de 2016 em 250 capítulos.
Foi escrita por Emanuel Jacobina com a colaboração de Anna Lee, Giovana Moraes e Rodrigo Salomão. A direção foi de João Boltshauser e Bruno Martins, sob a direção geral de Leonardo Nogueira.
Conta com as atuações de  Nicolas Prattes, Marina Moschen, Pâmela Tomé, Lucas Lucco, Amanda de Godoi, Julia Konrad, Brenno Leone e Laryssa Ayres.

## Enredo

### Primeira Fase
Rodrigo (Nicolas Prattes), Lívia (Giulia Costa) e João (João Vithor Oliveira) são filhos de Miguel (Marcelo Airoldi) e Ana Lúcia (Vanessa Gerbelli). Rodrigo, é o filho do meio, é estudioso e o orgulho dos pais. O mais velho, por sua vez, é aventureiro e largou a escola para seguir a carreira musical, dando uma dor de cabeça para a família. Já a menina é afetiva, inteligente, porém um pouco solitária. Luciana (Marina Moschen) namora o vizinho Luan (Vitor Novello), mas a relação dos dois vai mudar muito quando entrarem na escola Leal Brazil, a melhor da cidade. Ela vai enfrentar preconceitos e perseguições por conta de um conflito com Rodrigo, o mais popular do colégio. Uodson (Lucas Lucco) é de uma família pobre, filho de Dona Vanda (Solange Couto) e irmão de Luan. Wood, como é chamado, largou o colégio para trabalhar e ajudar a pagar as contas de casa. Já o irmão é um puxa saco, que tem vergonha da família humilde. Monique (Letícia Birkheuer) é professora de educação física e mãe de Alina (Pâmela Tomé), que namora Rodrigo. Ela apoia a filha incondicionalmente, mesmo quando faz bullying com outras meninas do colégio. Assim como a filha, Monique acredita que ter relevância social é mais importante que qualquer outra coisa na vida.
O hostel da cidade também vai ser o palco de cenas intensas, quando Uodson começa a trabalhar lá, se apaixona pela hóspede Ciça (Julia Konrad), ex-namorada de João, que morre após um acidente de carro tentando buscar ajuda para o irmão Rodrigo, que sofreu um acidente ao escalar um paredão de rochas numa viagem de férias com João. O Colégio Estadual Leal Brazil é um dos melhores da cidade e suas provas de admissão são muito concorridas, é popular, tem qualidade e uma ótima estrutura. A duas ruas de distância funciona o Colégio Dom Fernão, que é bem diferente do concorrente. A instituição é bem mais típica e precária, com paredes pichadas e portão com pintura descascada. Os alunos de ambas instituições são rivais. No primeiro, o popular, estudam Rodrigo, Livia, Alina, Roger (Brenno Leone), Glauco (Bruno Montaleone), Krica (Cynthia Senek), BB (Paulo Hebrom), Camila (Manuela Llerena), Henrique (Thales Cavalcanti), Moraes (Gabriel Borgongino), Tainá (Lara Coutinho), Vera (Mari Oliveira), e os mais recentes Luciana e Luan. Já o precário, estudam Beto (Maicon Rodrigues), Artur (Gabriel Kaufmann), Julia (Lívian Aragão), Filipe (Francisco Vitti), Jéssica (Laryssa Ayres), Nanda (Amanda de Godoi) e Pedro (Enzo Romani).
A trama possui, ainda, uma história paralela: a do cotidiano de Henrique, menino muito tímido e religioso, chamado de "Henriqueta" pelos amigos mais próximos, que nasce soropositivo e nunca se interessou em se envolver mais seriamente com uma garota temendo a discriminação social. Durante uma escalada Rodrigo sofre um acidente, com chuva João segue com o carro em alta velocidade, sofre um acidente e morre. Depois da morte de João a família de Rodrigo fica desolada. Luan trai Luciana com Alina que conta a verdade na frente do colégio, Luciana então resolve beijar Rodrigo que é quem ela ama. Luan pega o carro de Jorge (Eduardo Galvão) escondido e dirige com imprudência junto de Alina e Krica. Ciça sai desolada de seu show por causa de seu empresário e anda desolada pelas ruas até ser atropelada por Luan. Ciça fica paraplégica e descobre que está grávida de João, Miguel não aceita que o filho é de João e diz que quando a criança nascer vai querer o exame de D.N.A.. Luan, Krica e Alina resolvem deixar tudo o que aconteceu em segredo. Ciça reconhece que o carro é de Jorge e o processa e Jorge é demitido de seu emprego. Nanda termina o namoro com Roger. Lívia começa a namorar Roger. Nanda começa a namorar Filipe. Krica tem uma amizade colorida com Glauco, mas após a chegada de Cleyton (Nego do Borel) tudo vira um triângulo amoroso. Jorge é ameaçado a ser preso e Luciana descobre que Ciça gosta de Rodrigo, então Ciça chantageia Luciana e ela cede.
Ciça desmente que não viu o rosto de Jorge e ele é inocentado. Para afastar Rodrigo, Luciana começa a namorar Pedro. Rodrigo começa a namorar Dani (Joana Kannenberg), que arma para Luciana junto de Krica fazendo com que Luciana fosse expulsa do Leal Brazil, mas Dani se arrepende e fala a verdade, fazendo com que Luciana volta a estudar no colégio. A chantagem de Ciça é descoberta. Luciana briga com Pedro e volta a namorar Rodrigo. Chega a hora do parto de Ciça, Rodriguinho nasce, mas logo após ela tem complicações e fica a beira da morte. Ciça sobrevive e Ana Lúcia convence Miguel a esquecer o exame e acolher Ciça. Pedro e Ciça são perseguidos por Samurai (Felipe Titto), um motoqueiro misterioso. Luan confessa que estava junto de Alina no acidente e Luan começa a fazer trabalhos comunitários em um ONG, Alina é obrigada a trabalhar no Hostel. Durante uma briga com valentões Rodrigo e Luciana se escondem juntos dentro de um carro e se beijam. Pedro fica estranho durante um ensaio da banda e sai com raiva. Rodrigo vai atrás de Pedro e os dois brigam, a policia interfere na briga e leva Pedro detido para a Delegacia.

### Segunda Fase
Depois de sair da delegacia Pedro some. Durante sua primeira vez, Lívia perde a coragem e ela e Roger terminam o namoro, e ela começa a namorar Beto. Artur posta uma foto de Nanda nua e todos começam a rejeitá-lo menos Julia que para consolá-lo lhe dá um beijo. Nanda tenta entrar no BBB, mas desiste para ficar com Filipe. Nanda e Filipe tem sua primeira vez, mas Nanda não gosta e termina o namoro com ele, porém logo voltam a namorar. No luau de aniversário de Roger, Samurai surge de asa delta e espanta os valentões que queriam acabar com o luau, todos gostam dele menos Rodrigo. Tito (Guilherme Leicam), irmão de Pedro, se perde em alto mar, mas chega ao Rio de Janeiro para saber sobre Pedro. A construtora de Miguel consegue uma liminar para demolir o Dom Fernão e construir um Parque, com medo os estudantes ocupam o colégio e Sueli (Inez Viana) descobre que a construtora de Miguel está metida em corrupção. Durante esse tempo, a família Alcântara ficará dividida entre Ciça e Miguel contra Lívia e Rodrigo, que no começo não participa da confusão, mas após uma briga com o pai vai para a ocupação. Sueli consegue vitória contra a construtora de Miguel e a escola não é mais demolida. Roger se aproxima de Flávia (Marcela Fetter), que não gosta do garoto, mas começa a dar aulas de Takewondo para ele. Henrique e Camila começam a namorar, mas durante um acidente com Luciana é obrigado a revelar a todos que é soropositivo, por isso nunca namorou e sofrerá ofensas por estes motivos, inclusive os pais de Camila vão lutar para separar Camila e Henrique e pelo preconceito dos dois, a garota moverá um processo contra os pais. Depois de muitas brigas, Uodson e Alina se casam. Flávia volta ao Brasil disposta a namorar Rodrigo. Tito conhece Rodrigo e os dois trocam ofensas sobre Pedro e João. Ciça dá de cara com Samurai e os dois vão trocar ameaças até Luciana descobrir que Rodriguinho pode não ser filho de João e sim de Samurai. Samurai conta para Rodrigo que chateado com Luciana briga com ela e logo os dois terminam o namoro. Ciça volta a morar no Hostel. Samurai diz a família de Rodrigo que João era traficante. Jéssica e Luan vão se aproximar, e Nanda e Luciana descobrem que Jéssica gostava de Luan até ele começar a namorar Luciana. Rodrigo começa a se aproximar de Flávia e assim com ciúmes e raiva do amigo, Roger inventará mentiras sobre Luciana. Um exame de DNA, encomendado por Samurai, comprova que ele é pai de Rodriguinho. Algum tempo depois, Ciça desaparece e todos suspeitam que Samurai pode ter sido o autor do sumiço. Ciça reaparece, mas permanece presa no sítio de Samurai. Filipe e Nanda se tornam noivos e Samurai oferece festa de noivado para os dois em seu sítio. Ao ir embora, Filipe percebe que esqueceu sua carteira no sítio e volta para buscar. Ao chegar lá, Filipe vê Ciça e Samurai sai atrás dele. Filipe sai em disparada com sua moto e Samurai, vai atrás. Samurai empurra Filipe e ele cai no chão. Um tempo depois, os médicos chegam e o levam para o hospital. Nanda e os pais do garoto recebem a notícia e vão correndo ao hospital. Lá recebem a notícia que não queriam ouvir: Filipe havia falecido por morte cerebral. Nanda fica desesperada. O coração do garoto é doado. Nesta reta final, também descobrimos que Samurai é traficante de drogas e que Pedro, seu funcionário e irmão de Tito, vende e transporta drogas para ele. Roger se torna usuário de drogas, mas com a ajuda de Flávia, consegue se reerguer. Ciça, Rodrigo e Luciana finalmente conseguem se livrar de Samurai e encontrarem seu lugar no mundo.

## Elenco
| Intérprete                | Personagem                          |
| ------------------------- | ----------------------------------- |
| Marina Moschen            | Luciana Almeida                     |
| Nicolas Prattes           | Rodrigo Alcântara                   |
| Julia Konrad              | Cecília Guerra Montes (Ciça)        |
| Felipe Titto              | Vitor Bragantino (Samurai)          |
| Lucas Lucco               | Uodson de Souza (Uood)              |
| Pâmela Tomé               | Alina Machado de Souza              |
| Brenno Leone              | Roger Veiga                         |
| Vitor Novello             | Luan de Souza                       |
| Laryssa Ayres             | Jéssica Ramos                       |
| Amanda de Godoi           | Fernanda Tetel (Nanda)              |
| Cynthia Senek             | Maria Cristina Manosso (Krica)      |
| Francisco Vitti           | Filipe Tinoco (Fil)                 |
| Nego do Borel             | Cleyton da Silva                    |
| Maicon Rodrigues          | Humberto Praça (Beto)               |
| Giulia Costa              | Lívia Alcântara                     |
| Gabriel Kaufmann          | Artur Campelo                       |
| Lívian Aragão             | Júlia Porto                         |
| Marcela Fetter            | Flávia Campos                       |
| Bruno Montaleone          | Glauco Faria                        |
| Vanessa Gerbelli          | Ana Lúcia Alcântara                 |
| Marcello Airoldi          | Miguel Alcântara                    |
| Guilherme Leicam          | Tito Torres                         |
| Juliana Knust             | Maria Beatriz Pereira Andrade (Bia) |
| Murilo Rosa               | Rubem Andrade (Binho)               |
| André Gonçalves           | Nilton Chagas                       |
| Letícia Birkheuer         | Monique Machado                     |
| Solange Couto             | Vanda de Souza                      |
| Eduardo Galvão            | Jorge Almeida                       |
| Inez Vianna               | Sueli Almeida                       |
| Lara Coutinho             | Tainá Bentes                        |
| Manuela Llerena           | Camila Magalhães                    |
| Thales Cavalcanti         | Henrique Torres                     |
| Mari Oliveira             | Vera                                |
| Enzo Romani               | Pedro Torres                        |
| Paulo Hebrom              | Bernardo Barbosa (BB)               |
| Gabriel Borgongino        | Gabriel Moraes (Moraes)             |
| Joana Cardoso             | Rafaela Loyola (Rafa)               |
| Flávio Bauraqui           | Samuel Matos Almeida                |
| David Pinheiro            | Idelfonso Beltrão                   |
| Kíria Malheiros           | Marina Pereira Chagas               |
| Vitor Figueiredo          | Max Pereira Chagas                  |
| Mariana Costantini        | Eneida Carneiro                     |
| Fabianna de Mello e Souza | Milena Gonçalves                    |

### Participações especiais
| Intérprete           | Personagem             |
| -------------------- | ---------------------- |
| Júlia Ruiz           | Diana                  |
| Cristina Lago        | Piedad                 |
| Thierry Tremouroux   | Valter Dubois          |
| Ana Miranda          | Sandra                 |
| Babu Santana         | Reginaldo              |
| Beto Nasci           | Átila                  |
| Beto Simas           | Mestre de Capoeira     |
| Bia Montez           | Tia Marilu             |
| Bruno Ahmed          | Zig                    |
| Bruno Hoffmann       | Valentim               |
| Camila Meurer        | Gisela                 |
| Claudia Netto        | Florinda Leão Pereira  |
| Duda Mamberti        | Sávio Chaves           |
| Gabriel Mandergan    | Jonas                  |
| Gustavo Ottoni       | Romeu                  |
| Joana Kannenberg     | Daniela (Dani)         |
| João Velho           | Marcos                 |
| João Vithor Oliveira | João Alcântara         |
| Juliana Xavier       | Selminha               |
| Karine Mello         | Márcia                 |
| Letícia Sabatella    | Maria Loyola           |
| Lilian Valeska       | Ilza                   |
| Lucas Cosechen       | Guará                  |
| Luciano Huck         | Ele mesmo              |
| Marcella Valente     | Carmem                 |
| Marcos França        | Luís                   |
| Marcos Frota         | Menelau Mello          |
| Marina Wilson        | Martinha               |
| Renata Dominguez     | Suzana                 |
| Ricardo Duque        | Marcos Rocha           |
| Sofia Starling       | Rita                   |
| Tarciana Saad        | Marisa (tia de Camila) |
| Vinicius Olivo       | Wagner                 |
| Vinicius Wester      | Klaus                  |
| Willean Reis         | Marquinhos             |
| Yana Sardenberg      | Carla                  |
| Ludmilla             | Ela mesma              |

## Exibição
Estava prevista para terminar em 5 de agosto, mas teve seu final antecipado para 2 de agosto de 2016, uma terça-feira, por causa das transmissões das partidas de futebol pelos Jogos Olímpicos de 2016.

## Trilha sonora

### Malhação - Seu Lugar No Mundo Vol. 1
Malhação - Seu Lugar No Mundo Vol. 1 é o primeiro álbum da trilha sonora da 23.ª temporada de Malhação, lançado pela Som Livre em 23 de outubro de 2015.

#### Lista de faixas
| N.º            | Título                       | Compositor(es)                                                                                  | Artista(s)                  | Duração |  |
| 1.             | "Hey, Mundo!"                | Thiaguinho Rodriguinho Filipe Duarte                                                            | Thiaguinho                  | 2:35    |  |
| 2.             | "Não Me Deixe Sozinho"       | Umberto Tavares Jefferson Júnior Matheus Santos                                                 | MC Nego do Borel            | 2:30    |  |
| 3.             | "Tira Onda"                  | Caco Grandino Daniel Weksler Di Ferrero Fi Ricardo Gee Rocha                                    | NX Zero                     | 6:02    |  |
| 4.             | "City of Angels"             | Chris Seefried Kathryn Burgess                                                                  | Kathryn Dean                | 3:19    |  |
| 5.             | "Cantada"                    | Luan Santana Dudu Borges Jorge                                                                  | Luan Santana                | 3:11    |  |
| 6.             | "Scratch My Back"            | Rui Ribeiro Ricardo Ferreira João Pedro Matos                                                   | Aurea                       | 3:27    |  |
| 7.             | "Esquecimento"               | Samuel Rosa Nando Reis                                                                          | Skank                       | 4:37    |  |
| 8.             | "O Que Você Tem"             | Caique Gama Mael Maria dos Santos Paulo Castagnoli                                              | Fly com part. de Mael Maria | 2:50    |  |
| 9.             | "Long Drive"                 | Jason Mraz Chaska Potter Mona Tavakoli Becky Gebhardt Mai Bloomfield                            | Jason Mraz                  | 3:49    |  |
| 10.            | "Vida Inteira" ("Meu Lugar") | Arlindo Cruz Mauro Diniz Digão ( adapt. ) Canisso (adapt.) Marquim (adapt.) Caio Cunha (adapt.) | Raimundos                   | 2:05    |  |
| 11.            | "Hollow Moon (Bad Wolf)"     | Aaron Bruno                                                                                     | Awolnation                  | 4:18    |  |
| 12.            | "Como Era Bom"               | Beto Bruno Rodolfo Krieger                                                                      | Cachorro Grande             | 4:53    |  |
| 13.            | "Lens"                       | Alanis Morissette Guy Sigsworth                                                                 | Alanis Morissette           | 4:06    |  |
| 14.            | "SETEVIDAS"                  | Pitty                                                                                           | Pitty                       | 4:14    |  |
| 15.            | "Tanto Faz"                  | Projota Vini Nallon                                                                             | Projota                     | 2:35    |  |
| 16.            | "Never Wanted Your Love"     | Zooey Deschanel                                                                                 | She & Him                   | 3:13    |  |
| 17.            | "In My Way"                  | Christopher Soares Freiberg Daniel Soares Freiberg Johnny Glövez                                | Johnny Glövez               | 3:34    |  |
| 18.            | "Motivos"                    | Marcus Vinile                                                                                   | Marcus Vinile               | 3:02    |  |
| Duração total: | Duração total:               | Duração total:                                                                                  | Duração total:              | 1:04:19 |  |

### Malhação - Seu Lugar No Mundo Vol. 2
Malhação - Seu Lugar No Mundo Vol. 2 é o segundo álbum da trilha sonora da 23.ª temporada de Malhação, lançado pela Som Livre em 11 de março de 2016.

#### Lista de faixas
| N.º            | Título                           | Compositor(es)                                                       | Artista(s)                               | Duração |  |
| 1.             | "No Way No"                      | Nasri Atweh Mark Pelli Alex Tanas Ben Spivak                         | MAGIC!                                   | 3:51    |  |
| 2.             | "Um Dia Lindo"                   | Marcelo Falcão Lauro Farias Xandão Menezes Marcelo Lobato Tom Saboia | O Rappa com part. de Edi Rock            | 3:26    |  |
| 3.             | "Querendo Te Encontrar"          | Guga Fernandes Marlos Vinícius Vitin Fábio Mendes                    | Onze:20                                  | 2:59    |  |
| 4.             | "Like I'm Gonna Lose You"        | Meghan Trainor Justin Weaver Caitlyn Smith                           | Meghan Trainor com part. de John Legend  | 3:39    |  |
| 5.             | "Lost Kitten"                    | Emily Haines Joules Scott-Key James Shaw Josh Winstead               | Metric                                   | 3:15    |  |
| 6.             | "Blá Blá Blá"                    | Larissa Machado Umberto Tavares Jefferson Junior                     | Anitta                                   | 2:53    |  |
| 7.             | "I Believe"                      | Supa Dups Jacob Hemphill Michael Franti Nahko                        | SOJA com part. de Michael Franti e Nahko | 3:22    |  |
| 8.             | "Budapest"                       | George Ezra Joel Pott                                                | George Ezra                              | 3:21    |  |
| 9.             | "Holding On"                     | Howard Lawrence Guy Lawrence James Napier Gregory Porter             | Disclosure com part. de Gregory Porter   | 3:29    |  |
| 10.            | "Icarus"                         | Lucas Silveira Gustavo Mantovani Mario Camelo Thiago Guerra          | Fresno                                   | 4:05    |  |
| 11.            | "Pra Sempre..." (ao vivo)        | Luciano Garcia                                                       | CPM 22                                   | 3:36    |  |
| 12.            | "Eu Sou de Lá"                   | Mistura Opai BigBig                                                  | Dois Africanos                           | 3:19    |  |
| 13.            | "Geronimo"                       | George Sheppard Amy Sheppard Jay Bovino                              | Sheppard                                 | 3:38    |  |
| 14.            | "Não É Proibido"                 | Marisa Monte Seu Jorge Dadi                                          | Marisa Monte                             | 3:23    |  |
| 15.            | "You're The Sunshine of My Life" | Stevie Wonder                                                        | Macy Gray                                | 3:11    |  |
| 16.            | "Vou Desafiar Você"              | Sapão                                                                | Sapão                                    | 4:04    |  |
| 17.            | "Amor Pela Metade"               | Dunga Gabrielzinho do Irajá                                          | Zeca Pagodinho                           | 3:49    |  |
| 18.            | "Quando Você Olha Pra Ela"       | Mallu Magalhães                                                      | Gal Costa                                | 4:26    |  |
| 19.            | "Roendo as Unhas"                | Paulinho da Viola                                                    | Ney Matogrosso                           | 4:40    |  |
| Duração total: | Duração total:                   | Duração total:                                                       | Duração total:                           | 1:08:26 |  |

Notas
- "Um Dia Lindo", de O Rappa com part. de Edi Rock, contém como música incidental "Praia e Sol", de Bebeto e Adilson Silva.
- Estas canções não foram incluídas na trilha sonora da 23.ª temporada de Malhação, mas, de acordo com a página oficial da temporada no site Memória Globo, elas são tocadas na trama:

1. Hey Irmão – Projota
2. Mais Ninguém – Banda do Mar
3. Reach Up – Van Snyder
4. Anxiety - Johnny Glovez
5. Vai Vendo - Lucas Lucco
6. Lu - Curto Circuíto
7. Taste The Feeling - Avicii vs. Conrad Sewell
8. É Hoje - Ludmilla

## Repercussão

### Audiência
Em sua estreia, a temporada alcançou média de 16,3 pontos com pico de 18,4 pontos. Seu recorde negativo é de 11 pontos. Teve média geral de 16.69 pontos, representando um aumento de 1 ponto em relação à temporada anterior e o melhor resultado em cinco temporadas.

### Prêmios e indicações
| Ano  | Prêmio                         | Categoria                  | Indicação                              | Resultado | Ref.   |
| ---- | ------------------------------ | -------------------------- | -------------------------------------- | --------- | ------ |
| 2015 | Prêmio Extra de Televisão      | Melhor Revelação Masculina | Lucas Lucco                            | Indicado  |        |
| 2016 | Prêmio Extra de Televisão      | Melhor Revelação Feminina  | Amanda de Godoi                        | Indicado  | [ 23 ] |
| 2016 | Prêmio Extra de Televisão      | Melhor Revelação Masculina | Francisco Vitti                        | Indicado  | [ 23 ] |
| 2016 | Prêmio Extra de Televisão      | Melhor Revelação Masculina | Nicolas Prattes                        | Indicado  | [ 23 ] |
| 2016 | Prêmio Extra de Televisão      | Melhor Tema Musical        | "Não me deixe sozinho" - Nego do Borel | Indicado  | [ 23 ] |
| 2016 | Melhores do Ano                | Melhor Atriz Revelação     | Amanda de Godoi                        | Indicado  |        |
| 2016 | Melhores do Ano                | Melhor Ator Revelação      | Lucas Lucco                            | Venceu    |        |
| 2017 | Prêmio Emmy Kids Internacional | Programa Digital           | Eu Só Quero Amar                       | Indicado  | [ 24 ] |

## Obras derivadas

### Malhação: Os Desatinados
Malhação: Os Desatinados é o primeiro spin-off de Malhação: Seu Lugar no Mundo, lançado pela Globoplay de 3 de outubro a 7 de novembro de 2015 em 6 episódios. Teve Nicolas Prattes, Julia Konrad, João Oliveira e Marcos Frota nos papéis principais e mostrou como João (João Vithor Oliveira) conheceu Ciça (Julia Konrad), a evolução do relacionamento dos dois e a criação da banda Os Desatinados do colégio fictício Leal Brazil.

### Malhação: Eu Só Quero Amar
Malhação: Eu Só Quero Amar é um spin-off lançado pela Globoplay de 4 de abril a 30 de abril de 2016 em 5 episódios, que mistura documentário e ficção e gira em torno da história do casal sorodiferente Henrique (Thales Cavalcanti) e Camila (Manuela Llerena) – um vive com HIV e o outro não. Foi indicado ao Prêmio Emmy Kids Internacional em 2017 como melhor programa digital.